# Oncopsis fumosa
Oncopsis fumosa är en insektsart som beskrevs av Kuoh. Oncopsis fumosa ingår i släktet Oncopsis och familjen dvärgstritar. Inga underarter finns listade i Catalogue of Life.